# Johannes Hadeke
Johann(es) Hadeke (auch: Hadus, Hadelius, Saxo, Joannes Hadus, Janus Hadelius; * vor 1490 in Stade; † um 1524 in Rom) war ein deutscher neulateinischer Lyriker.

## Leben
Als Johannes Hadeke Stadensis hat er sich im Wintersemester 1508 an der Universität Wittenberg einschreiben lassen. Dort wohl latinisierte er seinen Namen in Joannes Hadus und noch später nannte er sich Janus Hadelius. In Wittenberg wurde sein Lehrer in der Poesie der 1507 von Friedrich dem Weisen als Poeta berufene Italiener Richard Sbrulius, von dem er aber nicht bloß die Manier in der Poesie, sondern auch die liederliche Lebensführung annahm. Er schlug sich dort schon mit Privatunterricht durch. Als Sbrulius wegen eines anstößigen Verhältnisses mit einem „scortum honestum“ Wittenberg endlich verlassen musste und im Sommer 1511 an die Universität Leipzig übersiedelte, folgte ihm Hadus dorthin, und als Sbrulius 1513 an die Universität Frankfurt (Oder) ging, zog Hadus ihm im Wintersemester 1513 auch dorthin nach.
Seine Anhänglichkeit verschaffte ihm dort den Beinamen Sbrulianus. Ein grober Exzess, bei dem er eine Rotte von schwerbetrunkenen Studenten anführte, bewog ihn, um der angedrohten Strafe zu entgehen, unter Arrestbruch im Sommer 1514 Frankfurt zu verlassen. Herzog Bogislaw X. von Pommern sandte ihn noch in demselben Semester als ersten bestallten Lehrer der humanen Disciplinen an die Universität Greifswald, aber schon im Oktober 1515 lehrte und dichtete er an der Universität Rostock und gern wäre er, wie seine 1516 erschienenen Camoenae beweisen, dort länger geblieben, wenn ihn nicht die Pest vertrieben hätte.
Er begab sich über Frankfurt und Breslau im Oktober 1516 an die Universität Krakau. Ueberall traf er die Seuche, und in Krakau dezimierte sie seine Hörer durch Tod und Flucht. Er geriet in der Fremde durch Krankheit in große Not und seine bald kriechenden, bald anmaßenden Verse waren nicht geeignet, ihm Freunde und Gönner zu erwerben. Mit einem bösen Schmähgedicht sagte er seinem „Tomi“ Valet und floh er vor der Pest nach Wien, wo er sich im Kreis von Conrad Celtis aufhielt und Joachim von Watt, sowie Johannes Cuspinian kennenlernte. Von Kaiser Maximilian I. bekam er dort 1517 die Dichterkrone verliehen. Der Wunsch nach dem Doktorat der Medizin führte ihn endlich nach Italien, und man findet ihn in Rom 1524 in der Coryciana; zu diesem Zeitpunkt verlieren sich auch seine Spuren.

## Werkauswahl
- Camoenae, Rostock 1516
- Eligiarum liber primus, Wien 1518